# Аль-Мансур аль-Хусейн II
Аль-Мансур аль-Хусейн II (араб. المنصور الحسين بن المتوكل; 14 червня 1696 — 6 березня 1748) — імам Ємену.

## Життєпис
Був сином імама аль-Мутаваккіля аль-Касіма. Наприкінці правління батька підтримував контакти з повсталими племенами Хашідів та Бакілів. Утім, заколоти знітились, а бунтівна поведінка спадкоємця аль-Мутаваккіля аль-Касіма не мала для нього серйозних наслідків. За кілька місяців після смерті батька 1727 року аль-Хусейн прибув до Сани, де проголосив свій імамат. Йому протистояли Мухаммед ан-Насір, якого підтримували Хашіди і Бакіли, а також володар Кеукебана. Трохи згодом аль-Хусейн захопив синів ан-Насіра, після чого, 1729 року, останній з'явився при дворі імама. В результаті аль-Хусейн отримав усю владу над зейдитськими громадами Ємену (фактично — у всій країні).
На початку правління аль-Хусейна II відбулись певні економічні зміни, що завдали значної шкоди його владі. Кава все ще залишалась унікальним єменським продуктом, і зростання цін на неї приносило до держави гарний прибуток. Утім, 1723 року каву почали імпортувати до Європи з Яви, а у 1740-их — з Вест-Індії. Втрата прибутків супроводжувалась і втратою територій. 1731 року представників імама в районі Адена убили за наказом володаря Лахджа Фадля бін Алі аль-Абдалі. Коли аль-Хусейн II відрядив своїх людей покарати аль-Абдалі, той сховався у Яфі. Там він переконав місцевого султана надати йому допомогу у боротьбі проти сил імама, що вирушили з Адена та Лахджа. Відтоді султанат Лахдж позбавився залежності від зейдитської держави. Окрім того правитель Таїза не сплачував податки до державної казни, а всі прибутки залишав собі.
1738 виникла серйозна криза у відносинах між зейдитським урядом та французькими торговцями у порту Моха. Місцевий губернатор мав звичку купувати в іноземців товари, але не розраховувався з ними, а обіцяв вигоду у майбутньому. Коли борг сягнув еквівалента 82 000 доларів, Французька Ост-Індійська компанія виставила губернаторові рахунок. Після відмови останнього платити, місто потрапило в облогу. Після цього губернатор все ж був змушений відшкодувати французам збитки. Було підписано нову угоду, в якій було обумовлено зниження мита. Імам був украй невдоволений своїм губернатором і невдовзі усунув його від посади.
Імам помер 1748 року, йому спадкував його син Аббас аль-Магді.